# K'inich Ahkal Mo' Naab III
K'inich Ahkal Mo' Naab III o K’inich Ahku'l Mo’ Naahb' III (13 de septiembre de 678 - c. 740) fue un ahau o gobernante maya del ajawlal o señorío de B'aakal, cuya sede era Lakam Ha', actualmente conocida como la zona arqueológica de Palenque, en el actual estado mexicano de Chiapas. Es también referido como Chaacal III o Akul Anab III. Gobernó del año 721 al año 736 o 740. Su nombre puede ser traducido como Gran Sol Lago de la Tortuga Guacamaya.

## Nacimiento y entronización
Fue nieto de Pakal “el Grande” y Tz'akbu Ajaw e hijo de Tiwol Chan Mat y de Ix Kinuw. Según la cuenta larga del calendario maya nació el 9.12.6.5.8 3 lamat 6 sak, es decir, el 13 de septiembre de 678. Fue entronizado el 9.14.10.4.2 9 ik 5 kayab, fecha equivalente al 30 de diciembre de 721.
Su predecesor K'inich K'an Joy Chitam II pudo ser ejecutado o desprestigiado tras su captura por Toniná, acercándolo a la sucesión.
En el tablero de los esclavos se representa una escena imaginaria en la que Ahkal Mo' Naab es entronizado por sus padres. Contrajo matrimonio con Ix Men Nik o Ix Sajal Juj, con quien procreó a K'inich K'uk' B'alam II.

## Campañas militares
Cuando su antecesor K'inich K'an Joy Chitam II fue hecho prisionero por el gobernante de Toniná, K'inich B'aaknal Chaak, el señorío de B'aakal perdió el control de las localidades de Lah y K'in Ha' pertenecientes al señorío de Yookib' (Piedras Negras). Por este motivo Ahkal Mo' Naab III ordenó a Chak Suutz —yajawk' ahk' (señor del fuego)— emprender una campaña de reconquista. El 15 de septiembre de 723 fue capturada la localidad de Lah, y el 31 de mayo de 725 la localidad de K'in Ha'. Durante el enfrentamiento fue capturado Ni Sak Kamay, quien era un sajal o dignatario local subalterno a Yokanal Ahk, ahau del señorío de Yookib'. De esta manera Palenque inició una nueva época de auge político y militar.

## Obras arquitectónicas
La obra más importante durante su gobierno fue el Templo XIX dedicado al Dios Primero (GI).  En las inscripciones del templo se narra la ascensión del dios creador del cosmos al gobierno de los cielos durante una época mítica y su nacimiento como dios central de la tríada de Palenque, el dios del maíz. Vinculó estos acontecimientos con su propia entronización para legitimar con el aura de lo sagrado la fundación de su gobierno. Por otra parte, también fueron remodelados los Templos XVIII, XVIII-A y XXI ubicados en la zona sur del Grupo de las Cruces.
Se desconoce la fecha exacta de su muerte: el último acontecimiento donde figura registrado aparece en el tablero sur del Templo XIX y corresponde a la fecha 9.15.5.0.0, es decir, en el año 736. Existe la remota probabilidad de que su cuerpo se encuentre enterrado en el Templo III. Fue sucedido por su hermano Upakal K'inich Janaab' Pakal.